# Ciemnobiałka niska
Ciemnobiałka niska (Melanoleuca humilis (Pers.) Pat.) – gatunek grzybów należący do rzędu pieczarkowców (Agaricales).

## Systematyka i nazewnictwo
Pozycja w klasyfikacji według Index Fungorum: Melamoleuca, Incertae sedis, Agaricales, Agaricomycetidae, Agaricomycetes, Agaricomycotina, Basidiomycota, Fungi.
Po raz pierwszy takson ten opisał w 1801 r. Christiaan Hendrik Persoon, nadając mu nazwę Agaricus humilis. Obecną, uznaną przez Index Fungorum nazwę nadał mu w 1935 r. Narcisse Théophile Patouillard, przenosząc go do rodzaju Melanoleuca. Ma 6 synonimów naukowych.
Polską nazwę zarekomendował Władysław Wojewoda w 2003 r.

## Morfologia
Kapelusz
Średnica 3–10 (13) cm, za młodu wypukły, później płasko wypukły. Powierzchnia naga lub lekko oprószona, ciemnoczerwonobrązowa, brązowoszara, środek nieco ciemniejszy, brzeg długo zakrzywiony w dół, aksamitnie matowy do jedwabistego.
Blaszki
Przyrośnięte, początkowo białe, później kremowe, gęste, brzuchate.
Trzon
Kasztanowobrązowy, ciemnobrązowy z białawym wierzchołkiem, nieco pogrubioną podstawą i białą grzybnią u podstawy, pokryty włókienkami coraz bardziej brązowymi w kierunku podstawy, w całości grubo oprószony.
Miąższ
Kremowo biały o łagodnym smaku.
Wysyp zarodników
Żółtawy, ochrowożółty. Zarodniki 7–8 × 4–5 µm.
Gatunki podobne
Ciemnobiałka bulwiastotrzonowa (Melanoleuca stridula), ciemnobiałka ciemna (Melanoleuca melaleuca), ciemnobiałka krótkotrzonowa (Melanoleuca brevipes), ciemnobiałka płowa (Melanoleuca cognata).

## Występowanie i siedlisko
Występuje w Ameryce Północnej, Europie i Azji. W Polsce W. Wojewoda w 2003 r. przytoczył 6 stanowisk z uwagą, że częstość występowania i stopień zagrożenia tego gatunku w Polsce nie są znane. W późniejszych latach podano następne stanowiska.
Naziemny grzyb saprotroficzny. Rośnie na poboczach dróg i ścieżkach leśnych, łąkach, w parkach. Owocniki tworzy od wiosny do późnej jesieni.
Jest grzybem jadalnym, ale mało smacznym.